# Пеґґі Мічелл
Пеґґі Мічелл (англ. Peggy Michell; 28 січня 1905 — 19 червня 1941) — колишня британська тенісистка.
Перемагала на турнірах Великого шолома в парному розряді.

## Фінали турнірів Великого шолома

### Парний розряд (3–1)
| Результат | Рік  | Турнір                               | Покриття | Партнерка   | Суперниці                            | Рахунок       |
| --------- | ---- | ------------------------------------ | -------- | ----------- | ------------------------------------ | ------------- |
| Поразка   | 1927 | Відкритий чемпіонат Франції з тенісу | Ґрунт    | Фібі Вотсон | Ірен Бовдер-Пікок Боббі Гайне-Міллер | 2–6, 1–6      |
| Перемога  | 1928 | Вімблдонський турнір                 | Трава    | Фібі Вотсон | Ермінтруд Гарві Ейлін Беннетт        | 6–2, 6–3      |
| Перемога  | 1929 | Вімблдонський турнір                 | Трава    | Фібі Вотсон | Філліс Ковелл Дороті Шеферд          | 6–4, 8–6      |
| Перемога  | 1929 | Відкритий чемпіонат США з тенісу     | Трава    | Фібі Вотсон | Філліс Ковелл Дороті Шеферд          | 2–6, 6–3, 6–4 |